# Egy bolond százat csinál (film, 2006)
Az Egy bolond százat csinál 2006-ban bemutatott magyar filmvígjáték, melyet Gyöngyössy Bence rendezett Kabay Barna produceri közreműködésével, az 1942-es azonos című film modern kori feldolgozásaként. A főbb szerepekben Gáspár Sándor, Szabó Győző és Gesztesi Károly látható.

## Rövid történet
Egy munkáját elveszítő anyakönyvvezetőt összetévesztenek hasonmásával, egy befolyásos maffiavezérrel.

## Cselekmény
A film elején két férfi épp egy vadászaton vesz részt Afrikában, mígnem a terepjáró, amiben utaznak, belezuhan egy szakadékba.
Ezután megismerjük László Dömötört, az elvált anyakönyveztetőt, akinek nagyon rosszul indul a napja: először az exfelesége elveszi a kocsiját, aztán megtudja, hogy költségcsökkentés miatt a munkahelyéről is kirúgták. Mindez ráadásul a születésnapján történik. Feszültségoldóként bepiál és az egyik esküvőt fenekestül felfogatja. Miközben távozik a munkahelyéről, megpillant a tévében egy tudósítást Lázár Norbertről, a feltörekvő, félvilági producerről, aki éjszakai klubokat üzemeltet. A férfi a megszólalásig hasonlít rá. 
Estére Dömötör a legjobb barátjával, Bécivel, a fagyiárussal, szórakozni megy, pont Norbert egyik éjszakai klubjába, ahol három nő összekeveri őt a hasonmásával. Az este kicsit túlzásba viszik a bulizást, és végül Norbert alkalmazottja, Ricsi szállítja haza őket Norbert luxusvillájába. Másnap Dömötör a villában ébred az előző éjszakából ismert három nővel, akik közül egyiküket holtan találja (később kiderül, hogy igazából nem halott, csak eszméletlen). Megtudja, hogy továbbra is mindenki azt hiszi, hogy ő Norbert, illetve, hogy az igazi Norbert életét vesztette Afrikában. Norbert élete meglehetősen bonyolult, mivel labilis természete miatt gyakran vannak furcsa hallucinációi, amit az alkalmazottainak nem könnyű tolerálni, ahogyan nyers modorú, lobbanékony modell barátnőjét, Vivit sem. Emellett nem túl tisztességes üzelmeket is folytat a kínai maffiával.
Dömötör és Béci a lelécelésüket terveznék, ám útközben megállítja őket két ukrán, akik a rettegett kínai maffiavezérhez, Ivánhoz viszik őket, aki négy konténer orkánkabát árát követeli a Norbertnek vélt Dömötörön. Szerencsére sikerül lerázniuk Iván embereit Béci fagylaltos kocsijával, ám kénytelenek visszamenni a villába, miután Béci előző este odahívta Dömötör régi kollégáját és szerelmét, Katit. Időközben az igazi Norbert is megérkezik a villába. Elmeséli, hogy szerencsésen túlélte a vadász-balesetet, ám a barátja meghalt. Vivi és Ricsi mindezt újabb hallucinációnak gondolják, ezért sürgősen kirendelik Norbi pszichiáterét. Csakhogy a pszichiáter helyett egy a diliházból frissen megszökött beteg érkezik meg, aki doktornak adja ki magát, ám erről senki sem tud. Mivel Norbi gyűlöli a pszichiátereket, így Ricsiék azt hazudják róla, hogy nőgyógyász, aki az állapotos Vivit jött megvizsgálni. Amikor Kati ezt meghallja, azt hiszi, a gyerek Dömötörtől van, és öngyilkosságra készül, amit kis híján sikerül csak megakadályozni.
Mialatt Dömötör visszatér a villába, Norbert Ivánhoz megy, hogy rendezzék az üzletüket, de Iván elfogatja Norbit az embereivel, azt gondolván a korábbiakból, hogy a férfi át akarja őt ejteni. Közben a villában gyarapodnak a félreértések, ami miatt mindenki őrültnek néz mindenkit. Még a diliházból szökött beteg is úgy érzi, igazi bolondok házába keveredett. A "doki" nyugtatóval kiüti Dömötört, ezalatt Norbi megszökik a fogvatartóitól, de mikor visszatér a villába, véletlenül beüti a fejét és eszméletét veszti. Ricsi mindkettőt külön-külön a hálószobába viszi, ahol a két férfi, miután felébrednek, szemtől-szembe találják magukat egymással. Dömötör azonban leüti Norbit. Közben az exfelesége is megérkezik a villába, és azt hiszi, Dömötöré a ház, amit végig eltitkolt előle, azonban Norbit vonja kérdőre ez ügyben. Ezalatt Iván Dömötör útját keresztezi, és fegyveres erőszakkal visszaviszi a házhoz, a pénzt követelve. Ennek során végre mindenki előtt feltárul a Norbert és Dömötör közti félelmetes hasonlóság. A két férfi, miután túlteszik magukat a kezdeti furcsaságokon, összedolgoznak, hogy ártalmatlanítsák Ivánt és embereit. Végül megérkezik a rendőrség, akik elfogják a szökevény beteget, egyúttal a támadókat is őrizetbe veszik.
Pár hét múlva rendeződnek a dolgok: Norbert kifizeti Ivánnak a tartozását, így ő kiszabadul a börtönből, a villa lakói pedig négy konténer orkánkabáttal gazdagodnak. Dömötör és Kati egymásra találnak, Norbi Dömötör exfeleségével jön össze, Ricsi pedig Vivivel. A két férfinek továbbra is meglehetősen furcsa, hogy ennyire hasonlítanak, és nem értik, mennyi ennek a valószínűsége. Csakhogy megérkezik egy pizzafutár, aki szintén hajszál pontosan úgy néz ki, mint ők...

## Szereplők
- Gáspár Sándor – Dömötör/ Norbi / pizzafutár
- Szabó Győző – Béci
- Gesztesi Károly – Ricsi
- Oroszlán Szonja – Vivi
- Parti Nóra – Kati
- Bezerédi Zoltán – megszökött beteg
- Mucsi Zoltán – Kuplung
- Scherer Péter – Csumpi
- Ullmann Mónika – Ivett, a halott nő
- Badár Sándor – Iván, a maffiavezér
- Szerednyey Béla – Dömötör főnöke
- Vay Ilus – Margit néni
- Timkó Eszter – Zsuzsa, Dömötör volt felesége
- Bordán Lili – menyasszony
- Zacsovics Gábor – vőlegény
- Faragó András – Zsuzsa ügyvédje

## Nézettség
A nézettségi adatok szerint 146 317 jegyet adtak el rá.